# Bueno Brandão (kommun)
Bueno Brandão är en kommun i Brasilien.   Den ligger i delstaten Minas Gerais, i den sydöstra delen av landet, 800 km söder om huvudstaden Brasília. Antalet invånare är 10 892.
Följande samhällen finns i Bueno Brandão:
- Bueno Brandão

Omgivningarna runt Bueno Brandão är huvudsakligen savann. Runt Bueno Brandão är det ganska glesbefolkat, med 30 invånare per kvadratkilometer.